# Il seme della follia (film 1994)
Il seme della follia (In the Mouth of Madness) è un film horror del 1994 diretto da John Carpenter e ispirato ai racconti e romanzi di Howard Phillips Lovecraft. Il film è il terzo capitolo della Trilogia dell'Apocalisse.

## Trama
John Trent, paziente in un ospedale psichiatrico e investigatore assicurativo indipendente, riceve la visita del dottor Wrenn. Trent spiega al dottore che quello che gli è accaduto è legato alle sue indagini sulla scomparsa dello scrittore Sutter Cane, ed inizia il suo flashback. 
Durante un pranzo di lavoro con un collega, proprietario di una compagnia di assicurazioni, Trent viene attaccato da un uomo che brandisce un'ascia: questi, dopo aver chiesto a Trent se leggesse i romanzi horror di Sutter Cane, viene colpito a morte dalla polizia. Trent, ingaggiato dall'editore Jackson Harglow per ritrovare proprio Cane, scomparso senza dar notizie, viene informato che i suoi romanzi registrano in poco tempo il tutto esaurito e provocano folli e violente reazioni nei lettori. Scopre inoltre che l'uomo armato di ascia era l'agente di Cane che, dopo aver letto parte del manoscritto del suo ultimo libro, era uscito di senno a tal punto da uccidere la propria famiglia. 
L'investigatore è tuttavia convinto che la presunta scomparsa dello scrittore possa essere una trovata pubblicitaria, organizzata dalla casa editrice per lanciare l'uscita del nuovo libro. Prima di partire alla ricerca dello scrittore, Trent decide di leggere i suoi libri (che in qualche modo lo colpiscono), e, ritagliando degli elementi dalle loro copertine, scopre che Cane potrebbe trovarsi in una remota cittadina del New Hampshire, Hobb's End, che si credeva essere un luogo immaginario, nato dalla penna di Cane per i suoi romanzi. 
Trent e l'assistente di Harglow, Linda, raggiungono Hobb's End, dove finzione e realtà diventano difficili da distinguere: accadono eventi soprannaturali, quali il concretizzarsi di personaggi e avvenimenti descritti nei libri di Cane tra le persone che vivono in città; la stessa Linda è uno dei personaggi dello scrittore, che ad un certo punto viene tolta dalla trama e svanisce persino dai ricordi di chi l'ha conosciuta, ad eccezione di Trent. Prima di fuggire da Hobb's End, Trent riesce a parlare con Cane, il quale gli consegna il libro che ha appena finito di scrivere, dal titolo In the Mouth of Madness, chiedendo di consegnarlo all'editore.
Appena fuori dalla città maledetta, Trent tenta di abbandonare il libro, salvo poi ritrovarselo consegnato nella camera d'albergo che aveva preso lungo la strada. Decide quindi di disfarsene bruciandolo ma, una volta tornato da Harglow, non senza diverse difficoltà, scopre che il libro è già stato pubblicato da diverse settimane, e che lui stesso aveva consegnato il dattiloscritto mesi prima. Trent, ormai fuori di sé, raggiunge un negozio e uccide con un'ascia un ragazzo che ha appena acquistato il libro e che già mostra gli occhi sanguinanti per la lettura delle prime pagine; per tal motivo viene portato all'ospedale psichiatrico.
Dopo aver ascoltato la storia di Trent, il medico lascia la cella, ma la notte stessa si sentono delle urla: l'ondata di pazzia dovuta alla lettura del libro di Cane ha portato a degli omicidi di massa e Trent approfitta della situazione per lasciare il manicomio, ormai deserto, così come il resto della città. Le poche radio ancora accese danno notizie di ondate di follia in tutto il mondo, unite a quelle di persone che stanno "cambiando". Il libro, infatti, oltre a far impazzire le persone, le muta in creature infernali, le stesse che dominavano il mondo milioni di anni prima dell'uomo e che Cane, con i suoi libri, è riuscito a riportare in vita. Il mondo ormai è in preda a demoni e follia.
Dopo aver vagato a lungo, Trent si ferma in un cinema, dove viene proiettata la trasposizione cinematografica di In the Mouth of Madness, senza notare che compare il suo stesso nome sotto il titolo del film come attore protagonista. La sala è deserta e lui, dopo aver preso un secchio di popcorn, si siede e inizia a guardare. Il film è lo stesso che abbiamo visto finora, con il personaggio sullo schermo che è lui stesso nella realtà: Trent inizia a ridere istericamente fino a scoppiare a piangere.

## Ispirazione
Nella trama del film sono presenti molti riferimenti alle opere e alle tematiche dell'autore statunitense Howard Phillips Lovecraft: partendo dal titolo originale, molto simile a Alle montagne della follia (At the Mountains of Madness in originale), così come altri titoli dei libri di Cane; la scena di apertura, con il protagonista in manicomio e la storia vera e propria raccontata in flashback, è una tecnica utilizzata diverse volte da Lovecraft.
Sono presenti alcuni riferimenti a testi di Lovecraft (come Il modello di Pickman e il Ciclo di Cthulhu). Infine, un passo letto ad alta voce nel film (scritto da Cane nella finzione) è molto simile a quello che si può trovare in L'estraneo (The outsider), un racconto del 1921.
È possibile che il personaggio di Cane sia ispirato anche a Stephen King.

## Accoglienza

### Incassi
La pellicola ha incassato nei soli Stati Uniti 8924549 $, riuscendo appena a coprire gli 8 milioni di budget.

### Critica
Su Rotten Tomatoes, In the Mouth of Madness detiene un indice di gradimento del 58% basato su 45 recensioni, con una valutazione media ponderata di 5,8/10. Il consenso critico del sito web recita: "Se non riesce a sfruttare al meglio la sua intrigante premessa, In the Mouth of Madness rimane un diversivo abbastanza decente per i fan dell'horror e per i completisti di John Carpenter".
Su Metacritic il film ha un punteggio medio ponderato su 53 su 100 sulla base di 17 critici, indicando "recensioni contrastanti o nella media".
I critici generalmente hanno elogiato il film per i suoi aspetti tecnici, in particolare i suoi effetti speciali, la recitazione e la regia, ma lo hanno percepito come troppo complicato, confuso, pretenzioso e deludente. Roger Ebert ha assegnato al film due stelle su quattro, complimentandosi con la recitazione di Neill e il lavoro di regista di Carpenter, ma alla fine ha detto che il film è fallito a causa della sceneggiatura, dicendo "... ci si chiede come In the Mouth of Madness si sarebbe rivelato se la sceneggiatura avesse contenuto un po' più di arguzia e ambizione". Gene Siskel ha dato al film la stessa valutazione, così come James Berardinelli, che ha detto che il film "si avvicina a fare qualcosa di interessante" [...] "ma è confuso, strano e non molto coinvolgente", paragonando il film all'acquisto di un'auto sportiva per poi guidarla lentamente. Entertainment Weekly ha assegnato al film una valutazione C+.
Nelle recensioni negative, Mick LaSalle del San Francisco Chronicle ha affermato che il film era "un horror scadente che celebrava il potere dell'horror scadente," e ha assegnato al film una valutazione di una stella su quattro. Fred Topel di About.com ha detto che il film era "troppo confuso" e "difficile da seguire", assegnando una valutazione di uno su cinque. Tra le recensioni positive dell'epoca, Kevin Thomas del Los Angeles Times lo definì "l'immagine dell'orrore di una persona pensante che osa essere tanto cerebrale quanto viscerale". Anche John Hartl del Seattle Times ha assegnato al film una recensione positiva, dicendo che è "una raccolta stilizzata di shock tempestivi, aiutati dai contributi del suo cast capace".
In una recensione successiva, Chris Stuckmann ha anche premiato il film con una "A", sottolineando la sua ambizione, creatività e originalità accanto alla regia di Carpenter. Reel Film Reviews ha assegnato al film una valutazione di tre stelle su quattro. Come con la maggior parte dei lavori di Carpenter, In the Mouth of Madness ha sviluppato un seguito di culto e ha ottenuto recensioni più positive negli anni successivi alla sua uscita iniziale. Stuckmann ha scritto che crede che il film sarebbe andato molto meglio se fosse uscito successivamente, dicendo che "si adatta perfettamente alla maggior parte dei film horror indie degli ultimi cinque anni" e ha anche notato l'influenza del film sull'horror moderno.
La rivista francese Cahiers du cinéma ha inserito il film al 10º posto nella Top 10 List del 1995.